# Liste des députés du Tarn
 (mai 2025).
Liste des députés du Tarn
Le département du Tarn était composé de 4 circonscriptions jusqu'en 2012. Un redécoupage a créé 3 circonscriptions pour les élections législatives de 2012.

## VeRépublique

### XVIIelégislature(2024-2029)
| Circonscription           | Député                | Parti | Parti | Suppléant                | Autre mandat |
| ------------------------- | --------------------- | ----- | ----- | ------------------------ | ------------ |
| Première circonscription  | Philippe Bonnecarrère |       | NI AC | Julie Capo Ortega        |              |
| Deuxième circonscription  | Karen Erodi           |       | LFI   | Romain Jammes            |              |
| Troisième circonscription | Jean Terlier          |       | LREM  | Géraldine Rouanet-Astruc |              |

### XVIelégislature(2022-2024)
| Circonscription           | Député             | Parti | Parti | Suppléant          | Autre mandat                |
| ------------------------- | ------------------ | ----- | ----- | ------------------ | --------------------------- |
| Première circonscription  | Frédéric Cabrolier |       | RN    | Alain Dauzats      | Conseiller municipal d'Albi |
| Deuxième circonscription  | Karen Erodi        |       | LFI   | Romain Jammes      |                             |
| Troisième circonscription | Jean Terlier       |       | LREM  | Valérie De Gérando |                             |

### XVelégislature(2017–2022)
| Circonscription           | Député                          | Parti | Parti              | Suppléant             | Autre mandat                                                                                         |
| ------------------------- | ------------------------------- | ----- | ------------------ | --------------------- | --- |
| Première circonscription  | Philippe Folliot*               |       | Alliance centriste | Muriel Roques-Étienne | Conseiller départemental du canton des Hautes Terres d'Oc Premier-adjoint de Saint-Pierre-de-Trivisy |
| Première circonscription  | Muriel Roques-Étienne (2020)    |       | REM                | —                     | |
| Deuxième circonscription  | Marie-Christine Verdier-Jouclas |       | REM                | Jean-Marc Fouillade   | |
| Troisième circonscription | Jean Terlier                    |       | REM                | Valérie De Gérando    | Conseiller municipal de Lavaur                                                                       |

- Elu sénateur

### XIVelégislature(2012–2017)
| Circonscription                   | Identité         | Parti                                | Suppléant       |
| --------------------------------- | ---------------- | ------------------------------------ | --------------- |
| Première circonscription du Tarn  | Philippe Folliot | Union des démocrates et indépendants | Gisèle Dedieu   |
| Deuxième circonscription du Tarn  | Jacques Valax    | PS                                   | Claire Fita     |
| Troisième circonscription du Tarn | Linda Gourjade   | PS                                   | Christian Cayla |

### XIIIeLégislature (2007–2012)
| Circonscription                   | Identité         | Parti   | Suppléant             |
| --------------------------------- | ---------------- | ------- | --------------------- |
| Première circonscription du Tarn  | Jacques Valax    | PS      | Monique Caste         |
| Deuxième circonscription du Tarn  | Thierry Carcenac | PS      | Michèle Rieux         |
| Troisième circonscription du Tarn | Philippe Folliot | App. NC | Claude Dayon          |
| Quatrième circonscription du Tarn | Bernard Carayon  | UMP     | Andrée Amalric-Farenc |

### XIIeLégislature (2002-2007)
| Circonscription     | Identité         | Parti | Suppléant(e)    |
| ------------------- | ---------------- | ----- | --------------- |
| 1re circonscription | Paul Quilès      | PS    | Jean-Luc Suarez |
| 2e circonscription  | Thierry Carcenac | PS    | Charles Pistre  |
| 3e circonscription  | Philippe Folliot | UDF   | Claude Dayon    |
| 4e circonscription  | Bernard Carayon  | UMP   | Andrée Farenc   |

### XIeLégislature (1997-2002)
| Circonscription     | Identité         | Parti | Suppléant(e)     |
| ------------------- | ---------------- | ----- | ---------------- |
| 1re circonscription | Paul Quilès      | PS    | Jean-Luc Suarez  |
| 2e circonscription  | Thierry Carcenac | PS    | Charles Pistre   |
| 3e circonscription  | Jacques Limouzy  | RPR   | Michel Amiel     |
| 4e circonscription  | Monique Collange | PS    | Jean-Louis Henry |

### Xelégislature(1993-1997)
| Circonscription     | Identité              | Parti | Autres mandats                | Suppléant         |
| ------------------- | --------------------- | ----- | ----------------------------- | ----------------- |
| 1re circonscription | Paul Quilès           | PS    |                               | Jacques Goulesque |
| 2e circonscription  | Philippe Bonnecarrère | RPR   | Conseiller général d'Albi-Sud | Jacques Dary      |
| 3e circonscription  | Jacques Limouzy       | RPR   | Maire de Castres              | Michel Amiel      |
| 4e circonscription  | Bernard Carayon       | RPR   |                               | Jean Bertin       |

### IXelégislature(1988-1993)
| Circonscription     | Identité           | Parti | Autres mandats                                             | Suppléant          |
| ------------------- | ------------------ | ----- | ---------------------------------------------------------- | ------------------ |
| 1re circonscription | Pierre Bernard     | PS    | Maire de Trébas, conseiller général de Valence-d'Albigeois | Jacques Goulesque  |
| 2e circonscription  | Charles Pistre     | PS    | Conseiller général de Gaillac                              | Jean-Marie Daudet  |
| 3e circonscription  | Jacques Limouzy    | RPR   | Conseiller général de Castres-Nord                         | Michel Amiel       |
| 4e circonscription  | Jacqueline Alquier | PS    | Adjointe au maire de Labruguière, conseillère régionale    | Jean-Pierre Cabané |

### VIIIelégislature(1986-1988)
| Identité        | Parti  | Autres mandats                                             |
| --------------- | ------ | ---------------------------------------------------------- |
| Pierre Bernard  | PS     | Maire de Trébas, conseiller général de Valence-d'Albigeois |
| Charles Pistre  | PS     | Conseiller général de Gaillac                              |
| Jacques Limouzy | RPR    | Conseiller général de Castres-Nord                         |
| Albert Mamy     | UDF-PR | Maire de Sorèze                                            |

Scrutin de listes, pas de suppléants.

### VIIelégislature(1981-1986)
| Circonscription     | Identité             | Parti | Autres mandats                | Suppléant          |
| ------------------- | -------------------- | ----- | ----------------------------- | ------------------ |
| 1re circonscription | Pierre Bernard       | PS    | Maire de Trébas               | Christian Carrillo |
| 2e circonscription  | Jean-Pierre Gabarrou | PS    | Maire de Castres              | Jacqueline Alquier |
| 3e circonscription  | Charles Pistre       | PS    | Conseiller général de Gaillac | Louis Fournès      |

### VIelégislature(1978-1981)
| Circonscription     | Identité        | Parti | Autres mandats                                    | Suppléant       |
| ------------------- | --------------- | ----- | ------------------------------------------------- | --------------- |
| 1re circonscription | André Billoux   | PS    | Maire de Sérénac, conseiller général de Valderiès | Pierre Bernard  |
| 2e circonscription  | Jacques Limouzy | RPR   | Conseiller général de Castres-Nord                | Louis Donnadieu |
| 3e circonscription  | Charles Pistre  | PS    | Conseiller général de Gaillac                     | Bernard Amigues |

### Velégislature(1973-1978)
| Circonscription     | Identité        | Parti | Autres mandats                                          | Suppléant       |
| ------------------- | --------------- | ----- | ------------------------------------------------------- | --------------- |
| 1re circonscription | André Billoux   | PS    | Maire de Sérénac, conseiller général de Valderiès       | Pierre Bernard  |
| 2e circonscription  | Jacques Limouzy | UDR   | Maire de Castres, conseiller général de Castres-Nord    | Louis Donnadieu |
| 3e circonscription  | Georges Spénale | PS    | Maire de Saint-Sulpice, conseiller général de Rabastens | André Gau       |

### IVelégislature(1968-1973)
| Circonscription     | Identité         | Parti | Autres mandats                                          | Suppléant       |
| ------------------- | ---------------- | ----- | ------------------------------------------------------- | --------------- |
| 1re circonscription | Henry Bressolier | UDR   | Conseiller municipal d'Albi                             | Gérard Maraval  |
| 2e circonscription  | Jacques Limouzy  | UDR   |                                                         | Louis Donnadieu |
| 3e circonscription  | Georges Spénale  | FGDS  | Maire de Saint-Sulpice, conseiller général de Rabastens | Léopold Raynaud |

### IIIelégislature(1967-1968)
| Circonscription     | Identité        | Parti | Suppléant(e)    |
| ------------------- | --------------- | ----- | --------------- |
| 1re circonscription | André Raust     | SFIO  | André Alousque  |
| 2e circonscription  | Jacques Limouzy | UDR   | Henri Parodi    |
| 3e circonscription  | Georges Spénale | SFIO  | Léopold Raynaud |

### IIelégislature(1962-1967)
| Circonscription     | Identité         | Parti | Suppléant(e)     |
| ------------------- | ---------------- | ----- | ---------------- |
| 1re circonscription | André Raust      | SFIO  | Raymond Sans     |
| 2e circonscription  | Antonin Tirefort | UNR   | Raymond Vergnaud |
| 3e circonscription  | Georges Spénale  | SFIO  | Léopold Raynaud  |

### Irelégislature(1958-1962)
| Circonscription     | Identité         | Parti | Suppléant(e)     |
| ------------------- | ---------------- | ----- | ---------------- |
| 1re circonscription | Édouard Rieunaud | MRP   | Célestin Capelle |
| 2e circonscription  | André Vidal      | UNR   | Louis Cèbe       |
| 3e circonscription  | Henri Yrissou    | CNIP  | Flavien Malet    |

## Quatrième République

### Troisième législature (1956-1958)
Marcel Pélissou (PCF)
Maurice Deixonne (SFIO)
François Reille-Soult-Dalmatie (MRP)
Alfred Reynès (UFF)

### Deuxième législature (1951-1956)
Maurice Deixonne (SFIO)
Lucien Coudert (Radical)
François Reille-Soult-Dalmatie (MRP)
Clément Taillade (MRP)

### Première législature (1946-1951)
Roger Garaudy (PCF)
Maurice Deixonne (SFIO)
François Reille-Soult-Dalmatie (MRP)
Clément Taillade (MRP)

## Gouvernement Provisoire de la République Française

### Deuxième assemblée constituante (1946)
Roger Garaudy (PCF)
Maurice Deixonne (SFIO)
François Reille-Soult-Dalmatie (MRP)
Clément Taillade (MRP)

### Première assemblée constituante (1945-1946)
Roger Garaudy (PCF)
Salomon Grumbach (SFIO)
François Reille-Soult-Dalmatie (MRP)
Clément Taillade (MRP)

## IIIeRépublique

### Assemblée nationale(1871-1876)
- Charles-Jean-Joseph-Louis Decazes
- Benjamin Jaurès
- Auguste Jamme
- Alexandre de Bermont
- Paul David Guibal
- Louis Daguilhon-Lasselve
- Alexandre Lecamus

### Irelégislature(1876-1877)
- René Reille-Soult-Dalmatie
- Louis Cavalié
- Bernard Marty
- Jean-Louis Combes-Gary
- Bertrand Lavergne

### IIelégislature(1877-1881)
- René Reille-Soult-Dalmatie
- Raymond Gorsse invalidé, remplacé par Louis Cavalié
- Jean-Louis Combes-Gary
- Pierre Daguilhon-Pujol
- Bertrand Lavergne

### IIIelégislature(1881-1885)
- Frédéric Thomas décédé en 1884, remplacé par Jean-Pierre Abrial
- Gabriel Compayré
- René Reille-Soult-Dalmatie
- Louis Cavalié
- Bertrand Lavergne

### IVelégislature(1885-1889)
- Jean Jaurès
- Gabriel Compayré
- René Reille-Soult-Dalmatie
- Louis Cavalié
- Jean-Baptiste Héral
- Bertrand Lavergne

### Velégislature(1889-1893)
- Albi-2 : Jérôme Ludovic de Solages, Conservateur
- Castres-1 : Jean-Pierre Abrial, Monarchiste
- Gaillac : Ludovic Dupuy-Dutemps, Républicain
- Lavaur : Charles Poulié  Conservateur
- Castres-2 : René Reille-Soult-Dalmatie, Conservateur
- Albi-1 : Louis Cavalié, Républicain

Source : journal Le Temps du 24 septembre et du 8 octobre 1889 sur Gallica,.

### VIelégislature(1893-1898)
- Castres-1 : Jean-Pierre Abrial, Conservateur, décédé en 1894, remplacé par André Reille-Soult-Dalmatie, Rallié, décédé en janvier 1898, non remplacé
- Albi-2 : Jean Jaurès, Socialiste
- Lavaur : Émile Compayré, Radical
- Albi-1 : Auguste de Berne-Lagarde, Républicain
- Gaillac : Ludovic Dupuy-Dutemps, Républicain
- Castres-2 : René Reille-Soult-Dalmatie, Conservateur

Source : journal Le Temps du 22 août et du 5 septembre 1893 sur Gallica,.

### VIIelégislature(1898-1902)
- Castres-2 : René Reille-Soult-Dalmatie, Monarchiste, remplacé en 1898 par Amédée Reille
- Castres-1 : Xavier Reille-Soult-Dalmatie, Rallié
- Albi-1 : Édouard Andrieu, Radical socialiste
- Albi-2 : Jérôme Ludovic de Solages, Rallié
- Lavaur : Émile Compayré, Radical socialiste
- Gaillac : Paul Gouzy, Radical socialiste

Source : journal Le Temps du 10 mai et du 24 mai 1898 sur Gallica,.

### VIIIelégislature(1902-1906)
- Castres-2 : Amédée Reille-Soult-Dalmatie, Rallié (Républicain progressiste)
- Castres-1 : Xavier Reille-Soult-Dalmatie, Rallié (Action libérale)
- Albi-1 : Édouard Andrieu, Radical socialiste
- Albi-2 : Jean Jaurès, Socialiste
- Lavaur : Émile Compayré, Radical dissident
- Gaillac : Paul Gouzy, Radical socialiste

Source : journal Le Temps du 29 avril et du 13 mai 1902 sur Gallica,.

### IXelégislature(1906-1910)
- Castres-2 : Amédée Reille-Soult-Dalmatie, Républicain progressiste
- Castres-1 : Xavier Reille-Soult-Dalmatie, Action libérale
- Albi-1 : Édouard Andrieu, Radical socialiste
- Albi-2 : Jean Jaurès, Socialistes unifiés
- Gaillac : Paul Gouzy, Radical socialiste, élu sénateur en 1909, remplacé par Jacques Rolland, Radical socialiste, élu le 11 avril 1909
- Lavaur : Joseph de Belcastel, Action libérale

Sources : Journal Le Temps du 6 et du 22 mai 1906 sur Gallica - ,.

### Xelégislature(1910-1914)
- Castres-1 : Henry Simon, Radical socialiste
- Castres-2 : Amédée Reille-Soult-Dalmatie, Action libérale
- Gaillac : Jean Sabin, Socialistes unifiés
- Albi-1 : Édouard Andrieu, Radical socialiste
- Albi-2 : Jean Jaurès, Socialistes unifiés
- Lavaur : Jean-Marie Guiraud, Radical socialiste

Sources : Journal Le Temps du 24 avril et du 8 mai 1910 sur Gallica - ,.

### XIelégislature(1914-1919)
- Castres-2 : René Reille-Soult de Dalmatie, non-inscrit (libéral), Mort pour la France le 20 juin 1917, non remplacé
- Castres-1 : Henry Simon, Radical socialiste
- Gaillac : Jean Sabin, SFIO
- Albi-1 : Édouard Andrieu, Radical socialiste
- Albi-2 : Jean Jaurès, SFIO, décédé le 31 juillet 1914, non remplacé
- Lavaur : Jean-Marie Guiraud, Radical socialiste

Sources : Journal Le Temps du 28 avril et du 12 mai 1914 sur Gallica - ,.

### XIIelégislature(1919-1924)
Les élections législatives de 1919 furent organisées au scrutin proportionnel de liste. Elles marquèrent au niveau national la victoire du "Bloc national" de centre-droit.
Liste d'Union nationale républicaine
- François Reille-Soult-Dalmatie, Entente républicaine démocratique
- Joseph de Belcastel, Entente républicaine démocratique, conseiller général, maire de Belcastel
- Louis Mauriès, Entente républicaine démocratique
- Élie Dor de Lastours, Entente républicaine démocratique

Liste républicaine d'union démocratique
- Henry Simon, Parti radical et radical-socialiste, Ministre des Colonies

Liste républicaine socialiste
- Albert Thomas, SFIO, démissionne en 1921, (nommé Directeur du Bureau International du Travail à Genève), non remplacé

Source : Barodet sur le site de l'Assemblée Nationale - https://bibnum.sciencespo.fr/s/catalogue/ark:/46513/sc16m2kz#?c=&m=&s=&cv=

### XIIIelégislature(1924-1928)
Les élections législatives de 1924 furent organisées au scrutin proportionnel de liste. Elles marquèrent au niveau national national la victoire du "Cartel des gauches".
Liste du Bloc des Gauches
- Henry Simon, Président du Conseil général, Radical et radical-socialiste, décédé le 2 décembre 1926, remplacé par Lucien Coudert, Radical et radical-socialiste, élu le 22 février 1927
- Henri Sizaire, SFIO, maire de Castres
- Joseph Paul-Boncour, SFIO, Ancien Ministre
- François Morel, Radical et radical-socialiste, Conseiller général

Source : Barodet sur le site de l'Assemblée Nationale - https://bibnum.sciencespo.fr/s/catalogue/ark:/46513/sc16m1m0#?c=&m=&s=&cv=

### XIVelégislature(1928-1932)
Les élections législatives furent au scrutin d'arrondissement majoritaire à deux tours de 1928 à 1936.
- Castres-2 : François Reille-Soult-Dalmatie, Démocrate Populaire
- Gaillac/Lavaur : Jean Calvet, SFIO
- Albi-1 : Laurent Camboulives, SFIO
- Castres-1 : Henri Sizaire, SFIO
- Albi-2 : Joseph Paul-Boncour, SFIO, élu sénateur en 1931, remplacé par Louis Fieu, SFIO, conseiller général, maire de Carmaux, élu le 1er mai 1932

Source : Élections législatives 22-29 avril 1928 de Georges Lachapelle - https://gallica.bnf.fr/ark:/12148/bpt6k320439r.texteImage#

### XVelégislature(1932-1936)
- Castres-2 : François Reille-Soult-Dalmatie, Démocrate Populaire
- Castres-1 : Lucien Coudert, Radical-socialiste
- Gaillac : Ernest Malric, Radical-socialiste
- Albi-1 : Laurent Camboulives, Parti socialiste de France, élu Sénateur en 1936, non remplacé
- Albi-2 : Louis Fieu, SFIO
- Lavaur : Emery Compayré, Radical-socialiste

### XVIelégislature(1936-1940)
- Augustin Malroux
- François Reille-Soult
- Salomon Grumbach
- Ernest Malric
- Louis Fieu
- Emery Compayré

## Second Empire

### Irelégislature(1852-1857)
- Augustin Gorsse
- Edmond de Carayon-Latour
- Jean Gisclard

### IIelégislature(1857-1863)
- Augustin Gorsse
- Edmond de Carayon-Latour
- Jean Gisclard

### IIIelégislature(1863-1869)
- Augustin Gorsse décédé en 1868, remplacé par Raymond Gorsse
- Eugène Pereire
- Gustave Daguilhon-Pujol

### IVelégislature(1869-1870)
- René Reille
- Raymond Gorsse
- Pierre Daguilhon-Pujol

## IIeRépublique
Élections au suffrage universel masculin à partir de 1848

### Assemblée nationale constituante (1848-1849)
- Étienne de Voisins-Lavernière
- Charles-François-Armand de Bancalis de Maurel d'Aragon
- Edmond de Carayon-Latour
- Jules Boyer
- Auguste de Puységur
- Pierre Moutou
- Jean Gisclard, remplacé par Augustin de Marliave
- Hippolyte de Tonnac
- Philippe Rey (homme politique)
- Félix de Costecaude de Saint-Victor

### Assemblée nationale législative (1849-1851)
- Raymond Besse-Lamothe
- Bertrand Lavergne
- Jean-Jacques Fourgassié-Vidal
- Louis Daguilhon-Lasselve
- Edmond Canet
- Joseph Rigal
- Benjamin Juéry
- Philippe Rey (homme politique)

## Chambre des députés (monarchie de Juillet)

### IreLégislature(1830-1831)
- Auguste de Mornay
- François de Falguerolles
- Joseph-Léonard Decazes
- Louis-Alexandre de Cambon

### IIeLégislature(1831-1834)
- François de Falguerolles
- Gustave Daguilhon-Pujol
- Marc François Alby
- Jean Sébastien Falgayrac
- Marie-Joseph Jacques Bermond

### IIIeLégislature(1834-1837)
- Napoléon-Hector Soult de Dalmatie
- Raymond Gardès
- Jean-Jacques de Lacombe
- François de Falguerolles
- Philippe de Ranchin-Lacan

### IVeLégislature(1837-1839)
- Napoléon-Hector Soult de Dalmatie
- Jean Louis Vincent Bernardou
- Jean-Jacques de Lacombe
- Joseph-Léonard Decazes
- Philippe de Ranchin-Lacan

### VeLégislature(1839-1842)
- Napoléon-Hector Soult de Dalmatie
- Jean Louis Vincent Bernardou
- Joseph Espigat-Sieurac
- Jean-Jacques de Lacombe
- Joseph-Léonard Decazes

### VIeLégislature(1842-1846)
- Napoléon-Hector Soult de Dalmatie
- Jean Louis Vincent Bernardou
- Joseph Espigat-Sieurac
- Jean-Jacques de Lacombe
- Joseph-Léonard Decazes

### VIIeLégislature(17/08/1846-24/02/1848)
- Charles-François-Armand de Bancalis de Maurel d'Aragon
- Edmond de Carayon-Latour
- Louis Daguilhon-Lasselve
- Napoléon-Hector Soult de Dalmatie
- Jean-Jacques de Lacombe

## Chambre des députés des départements (2eRestauration)

### Irelégislature(1815–1816)
- Jean Jacques Augustin Rey de Saint-Géry
- Pierre de Cardonnel (homme politique)
- Henri Félix de Pélissier
- Marie-Joseph Dor de Lastours

### IIelégislature(1816-1823)
- Jean Jacques Augustin Rey de Saint-Géry
- Pierre de Cardonnel (homme politique)
- Philippe de Ranchin-Lacan
- Marie-Joseph Dor de Lastours

### IIIelégislature(1824-1827)
- Jean Jacques Augustin Rey de Saint-Géry
- Pierre de Cardonnel (homme politique)
- Philippe de Ranchin-Lacan
- Marie-Joseph Dor de Lastours

### IVelégislature(1828-1830)
- Charles Dupin
- Jean-Baptiste Augustin de Gélis
- Louis-Alexandre de Cambon
- Pierre de Cardonnel (homme politique)
- Marie-Joseph Dor de Lastours

### Velégislature(23 juin 1830-28 juillet 1830)
- Marius de Voisins-Lavernière
- Jean-Baptiste Augustin de Gélis
- Jean Jacques Augustin Rey de Saint-Géry
- Marie-Joseph Dor de Lastours

## Chambre des représentants (Cent-Jours)
- Louis de Séganville
- Bernard Juéry
- Pierre-Benoît Soult
- Jean-Jacques Pascal Crouzet
- Antoine Castagné
- Charles Philippe Auguste Corbière

## Chambre des députés des départements (1reRestauration)
- Pierre de Cardonnel

## Corps législatif(1800-1814)
- Pierre de Cardonnel
- Antoine Castagné
- Jean Guibal
- Pierre-Nicolas-Joseph de Bourguet de Travanet
- Jean-Baptiste Meyer
- Jean-Baptiste Guy
- Étienne Compayré

## Conseil des Cinq-Cents(1795-1799)
- Pierre de Cardonnel
- Jean-François-Joseph Azaïs
- Antoine Castagné
- Jean-Paul Gouzy
- Jean Laurans
- Marie-Joseph Jacques Bermond
- Jean-Baptiste Meyer
- Guillaume-Charles Robert
- Jean Henri Guy Nicolas de Frégeville, marquis de Grandval
- Étienne Compayré
- François Antoine Daubermesnil

## Convention nationale(1792-1795)
- Jean-Paul Gouzy
- Marc David Lasource
- Pierre Jean Louis Campmas
- Jean Deltel
- Jean-Pierre Lacombe-Saint-Michel
- Jean-Baptiste Meyer
- Joseph Terral
- François Antoine Daubermesnil
- François Solomiac
- Henri Pascal de Rochegude
- Louis Gaspard Tridoulat
- Pierre Stanislas Maruejouls

## Assemblée législative (1791-1792)
- Jean-Paul Gouzy
- Marc David Lasource
- Bernard Esperou
- Pierre Séverin Audoÿ
- Louis François Sancerre
- Louis Jean Gausserand
- Jean-Pierre Lacombe-Saint-Michel
- Jean-Baptiste Leroy de Flagis
- Antoine Larroque-Labécède
- Jean-Charles Coubé